# Hamburg America Line
La Hamburg America Line (Hamburg-Amerika Linie) ou HAPAG (Hamburg-Amerikanische Packetfahrt-Actien-Gesellschaft en allemand) est une compagnie maritime qui desservait les ports de l'Atlantique.

## Histoire

### Fondation

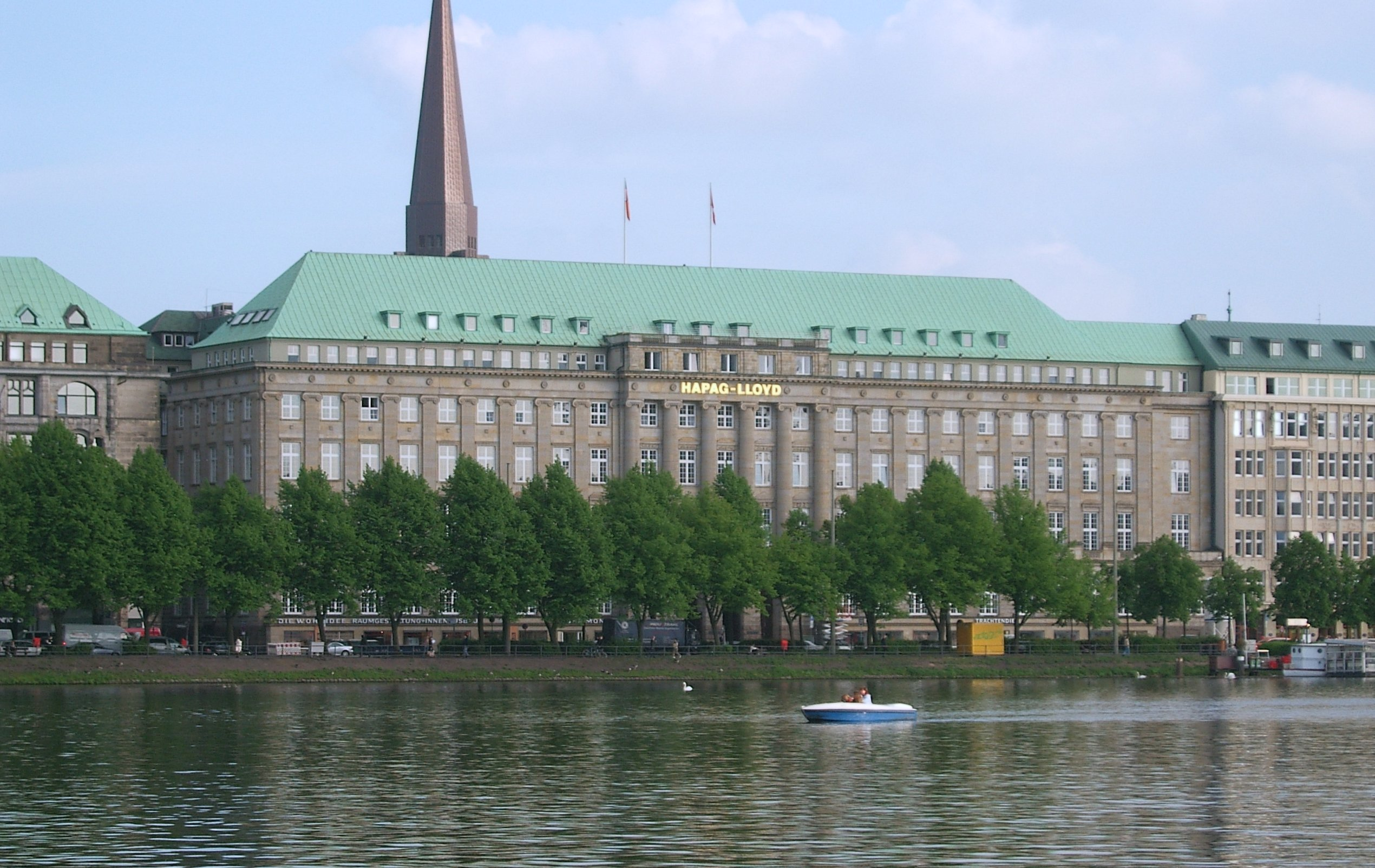
Siège social de la compagnie le long des quais du Binnenalster à Hambourg.

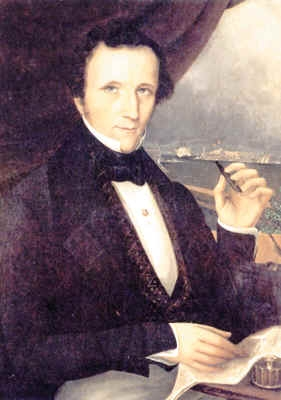
Adolph Godeffroy, fondateur de la compagnie.

HAPAG a été fondée en 1847 à partir d'un capital relativement modeste de 300 000 marks. Les actions, d'un coût d'achat de 5 000 marks, ne pouvaient être cédées qu'après autorisation du président d'HAPAG (« actions au porteur »), et cela exclusivement à des bourgeois de Hambourg,. Ses fondateurs se recrutaient parmi les négociants et armateurs les plus en vue de Hambourg : Adolph Godeffroy, Adolph Vorwerk, Ferdinand Laeisz, Ernst Merck, Carl Woermann et August Bolten. Adolph Godeffroy fut élu président de la compagnie, qui exploita initialement une desserte régulière entre Hambourg et l'Amérique du Nord.

### De la marine à voile aux steamships
Quoiqu'exploitée efficacement par de grands vapeurs depuis 1840 (par exemple ceux de la Cunard Line), la traversée de l'Atlantique sur ces nouveaux navires continuait de rebuter les Allemands. Aussi le premier vaisseau de HAPAG fut-il un clipper, le Deutschland jaugeant 538 tonneaux, comportant 20 cabines passager et pouvant embarquer en surplus 200 émigrants en troisième classe et du fret. D'emblée, le gros des bénéfices de la compagnie vint du transport de passagers, en majorité des émigrants ; le fret ne venait qu'au second rang. Avec ce navire, HAPAG inaugura la ligne Hambourg-New York le 15 octobre 1848. L'affaire connut d'emblée le succès, et la compagnie mit très vite en chantier d'autres clippers, avant de confier la construction de ses premiers steamships à l'arsenal Caird & Company de Greenock (Écosse). Ainsi, en 1855, elle put mettre en service les vapeurs Hammonia (I) et Borussia (I) de 2 131 tonneaux chacun. Ces navires conservaient l'aspect rassurant des clippers, mais la cheminée au centre du pont trahissait leur motorisation. Ils lançaient aussi la tradition de baptiser les navires de la compagnie de noms en ia, à l'exemple de la Cunard Line concurrente. La flotte poursuivit sa croissance, avec l'armement  des vapeurs Austria et Saxonia des ateliers Caird & Co. (2 684 tonneaux) en 1857, et l'année suivante des vapeurs Teutonia (I) et Bavaria (I) (issus d'un concours entre armateurs), en replacement de l’Austria, qui avait sombré en 1858 dans l'atlantique nord. Simultanément, HAPAG devenait concurrente de la Norddeutsche Lloyd de Brême, mais prit le dessus et ouvrit même la première ligne transatlantique vers le Canada. Elle affrêta un nouveau vapeur en 1863, le Germania (2 123 tonneaux), suivi en 1865 de l’Allemannia (I) ; elle revendit en 1868 son premier clipper, le Deutschland de 1848 : sa flotte était désormais entièrement motorisée.

### Croissance et compétition pour la survie

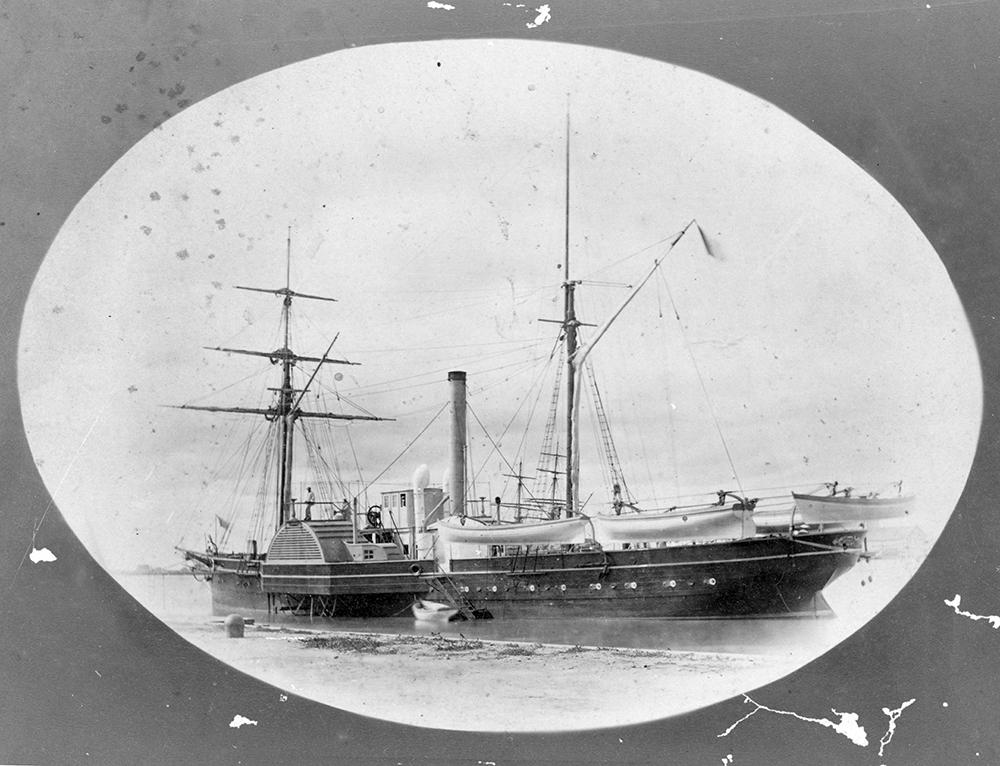
Un transatlantique à roue à aubes.

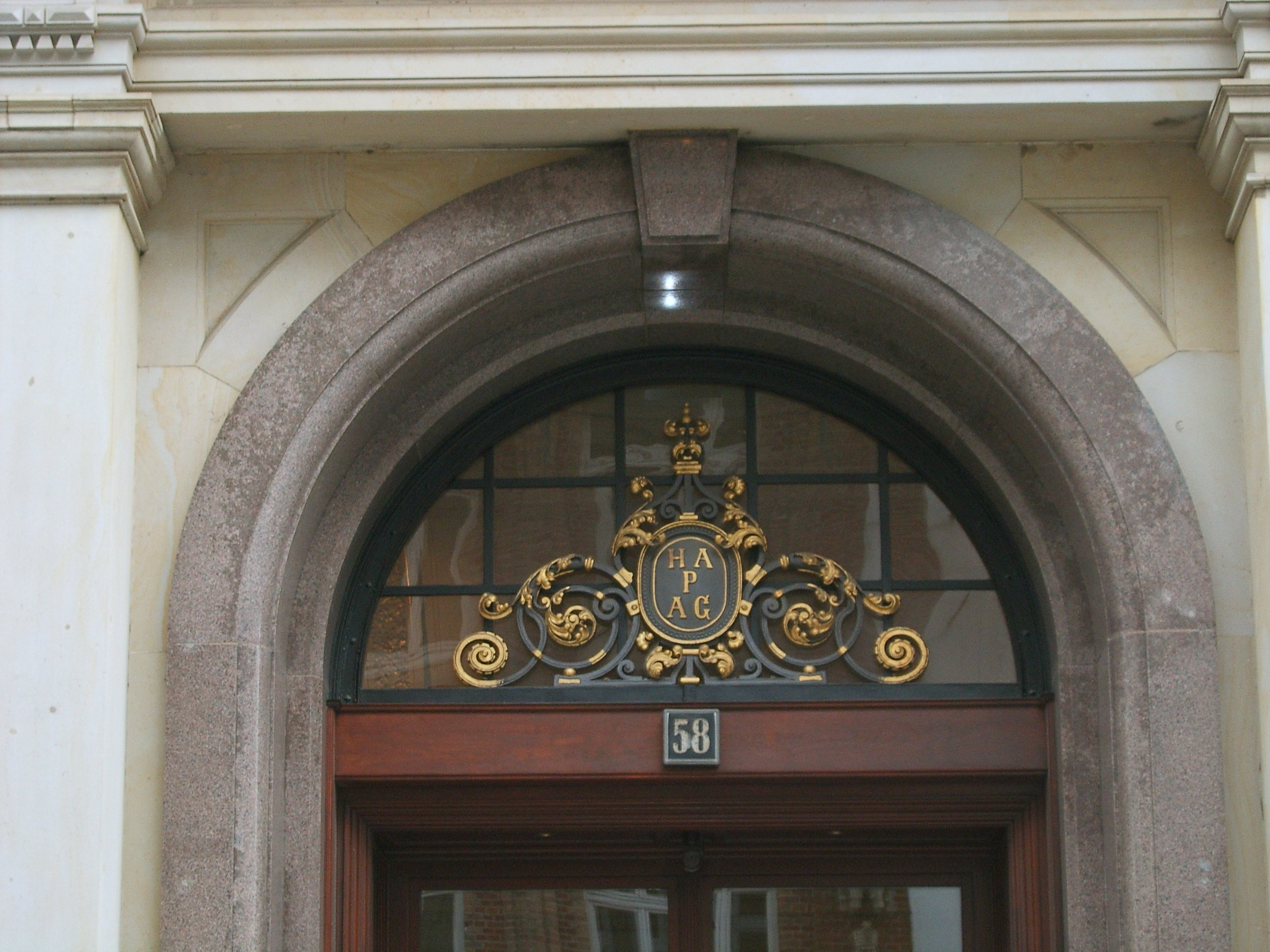
Entrée auxiliaire du siège social, sur la Ferdinandstraße.

Son principal marché demeurait le transport d’émigrants allemands vers les États-Unis, où HAPAG exploitait des comptoirs, notamment à Hoboken (New Jersey) ou à La Nouvelle-Orléans (Louisiane). En France, elle disposait d'une agence à Cherbourg, important port transatlantique, au 47 de la rue Cachin.
La croissance de l'entreprise était étroitement liée aux événements politiques : la guerre de Sécession (1861–1865) fit par exemple nettement baisser l'émigration européenne ; la guerre des Duchés (1864) puis la guerre de 1870 ont désorganisé le trafic en mer du Nord, même si HAPAG parvint à se maintenir parmi les premières compagnies de transport maritime. En 1867, elle ouvrit une ligne vers la Nouvelle-Orléans qui toutefois ne répondit pas aux espérances des investisseurs, et fut fermée en 1874 ; en revanche, les lignes des Indes-Occidentales (Antilles) et d'Amérique latine, inaugurées en 1871, étaient florissantes. La flotte immatricula en 1866 ses premiers cargos de 3 000 tonnes de la classe Hammonia et passa commande en 1872 des vapeurs Alsatia et Lotharingia (1 186 tonneaux) à des arsenaux allemands.
En 1872, HAPAG vit arriver un nouveau concurrent avec la Deutsche Transatlantische Schiffahrts-Gesellschaft, arborant le pavillon Adler-Linie, basée à Hambourg. Le nouveau venu fit bientôt construire sept transatlantiques à vapeur de 3 500 tonneaux (portant les noms de poètes allemands), plus rapides et confortables que ceux de HAPAG. La concurrence se fit d'autant plus âpre qu'une crise économique frappait alors les États-Unis. Le prix d'un billet passager tomba à 30 thalers et les deux armateurs y perdirent des millions de bénéfices ; mais Adler-Linie, grevée d'emprunts contractés pour la construction de ses navires et confrontée aux coûts d'exploitation élevés de moteurs de marine à haut rendement, dut se résoudre en 1875 à fusionner avec HAPAG, elle-même au bord du gouffre financier. La flotte d'HAPAG, ainsi grossie était désormais surabondante, et plusieurs vaisseaux de classe Hammonia durent être revendus après seulement quelques années d'exploitation. Entre-temps, le marché transatlantique était attaqué par Norddeutscher Lloyd, la Holland America Line de Rotterdam et la Red Star Line d'Anvers, et lorsqu'en 1880, le président Adolph Godeffroy se retira de son mandat après 33 ans d'exercice, HAPAG avait perdu son hégémonie. Le Hammonia III, inauguré en 1883 et jaugeant 4 227 tonneaux, était de taille médiocre comparé à ses concurrents. Les Britanniques affrétaient des unités de cette taille depuis une décennie, et Norddeutsche Lloyd lançait ses premiers paquebots de classe Flüsse jaugeant 5 000 tonneaux.

### L'ère Albert Ballin

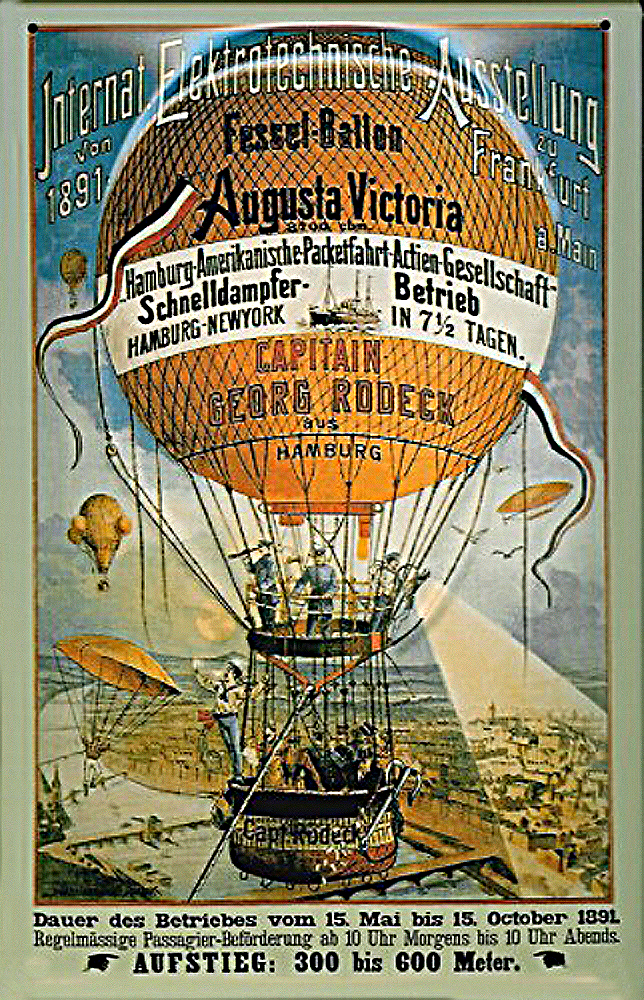
Réclame HAPAG par ballon captif, l'une des attractions du Salon international de l'électricité de Francfort.

Albert Ballin n'avait encore que 30 ans lorsqu'il fut recruté par HAPAG pour réorganiser son département « transport de passagers. » Pour redresser la situation, il proposa au directoire de passer commande de paquebots modernes et plus rapides, ce qui ne fut accepté qu'au terme de houleux débats. De 1888 à 1891, HAPAG mit en service les paquebots Augusta Victoria et Columbia (7 661 tonneaux chacun), Normannia et Fürst Bismarck de 8 700 tonneaux. Cette initiative attira l'attention de la presse internationale, et le Fürst Bismarck fut couronné du Ruban bleu pour le record de temps de traversée. Les actionnaires de HAPAG saluèrent ce succès d'Albert Ballin, qui fut admis au directoire en 1888. En 1892, la compagnie mit en service le paquebot „Hansa“ et cinq vraquiers pour desservir les lignes vers  Philadelphie et Baltimore. Sa flotte comptait désormais 45 navires jaugeant un total de 135 000 tonneaux. Depuis 1889, les navires d'HAPAG étaient reconnaissables à leur cheminée de couleur ocre.
La flotte d'HAPAG, rebaptisée en 1893 Ligne Hambourg-Amérique, fut entièrement réorganisée à partir des années 1890, d'abord autour des cinq petits navires de classe P, jaugeant chacun 7 300 tonneaux : Persia, Prussia, Phoenicia, Patria, Palatia. Suivirent en 1896 les premiers navires de 10 000 tonnes, cinq vaisseaux de classe B : Brasilia (I), Bulgaria, Belgravia, Batavia, Belgia (I), et quatre de classe P : Pennsylvania, Pretoria, Patricia, Graf Waldersee. Avec ses13 000 tonneaux, la Pennsylvania détint pour quelque temps le record de tonnage. De 1896 à 1901 HAPAG mit en service 17 navires de classe A, jaugeant entre 5400 et 6 600 tonneaux, prévus pour un long service. En 1898, elle s'équipa d'autres navires de classe B : les Bengalia, Bosnia, Bethania, Brisgravia, Belgia (II), Badenia, jaugeant chacun 7 600 tonneaux. Mais si HAPAG s'imposait désormais comme le premier transporteur sur l'Atlantique, elle était suivie de près par Norddeutsche Lloyd et son Kaiser Wilhelm der Große  de plus de 14 000 tonneaux, premier détenteur allemand du Ruban Bleu. Non seulement cette compagnie de Brême possédait le navire de croisière le plus rapide du monde, mais elle était aussi la plus importante. En 1899, Albert Ballin fut nommé président-directeur-général de la compagnie. Il mit en service le Deutschland III l'année suivante. Avec un port en lourd de 16 703 tonneaux, c'était alors le plus grand paquebot au monde, et il remporta le Ruban Bleu avec une vitesse de 22,42 nœuds ; toutefois, le Deutschland présentait un comportement inquiétant : aux vitesses élevées, les vibrations des machines se faisaient sentir jusque dans les cabines et sur le pont, et malgré une multitude de remaniements, il fit impossible d'y remédier. Albert Ballin décida de limiter les missions de ce paquebot, au coût d'exploitation excessif.
Comme la White Star Line, HAPAG décida de se démarquer par la taille et le confort de ses paquebots. Le Deutschland était alors le seul détenteur de trophée de la compagnie. La Lloyd pouvait bien reprendre le titre et posséder les navires les plus rapides : c'est HAPAG qui engrangeait les plus gros profits. Elle continua de s’équiper de paquebots toujours plus gros, tels l’Amerika de 22 225 tonneaux ou la Kaiserin Auguste Victoria de 24 581 tonneaux, en leur temps les plus gros paquebots au monde.

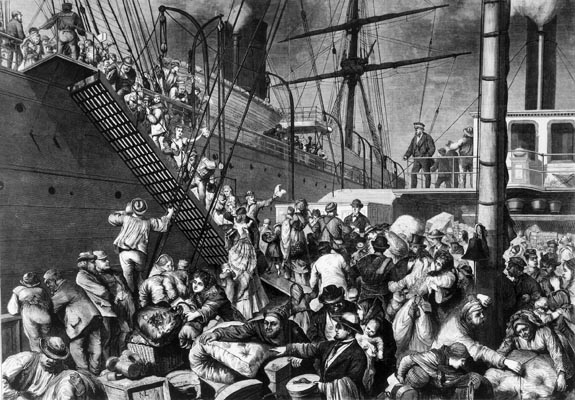
Embarquement des émigrants pour l'Amérique à Hambourg
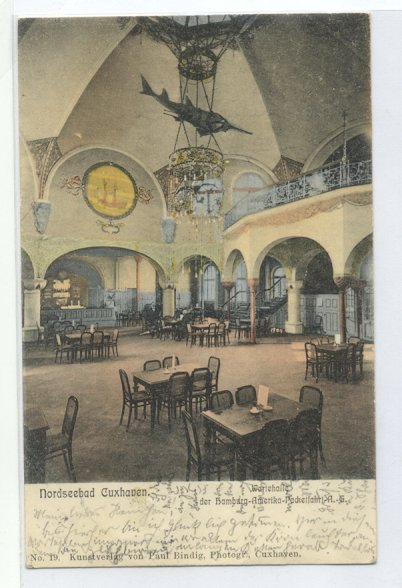
Sous la coupole du terminal d'embarquement HAPAG à Cuxhaven
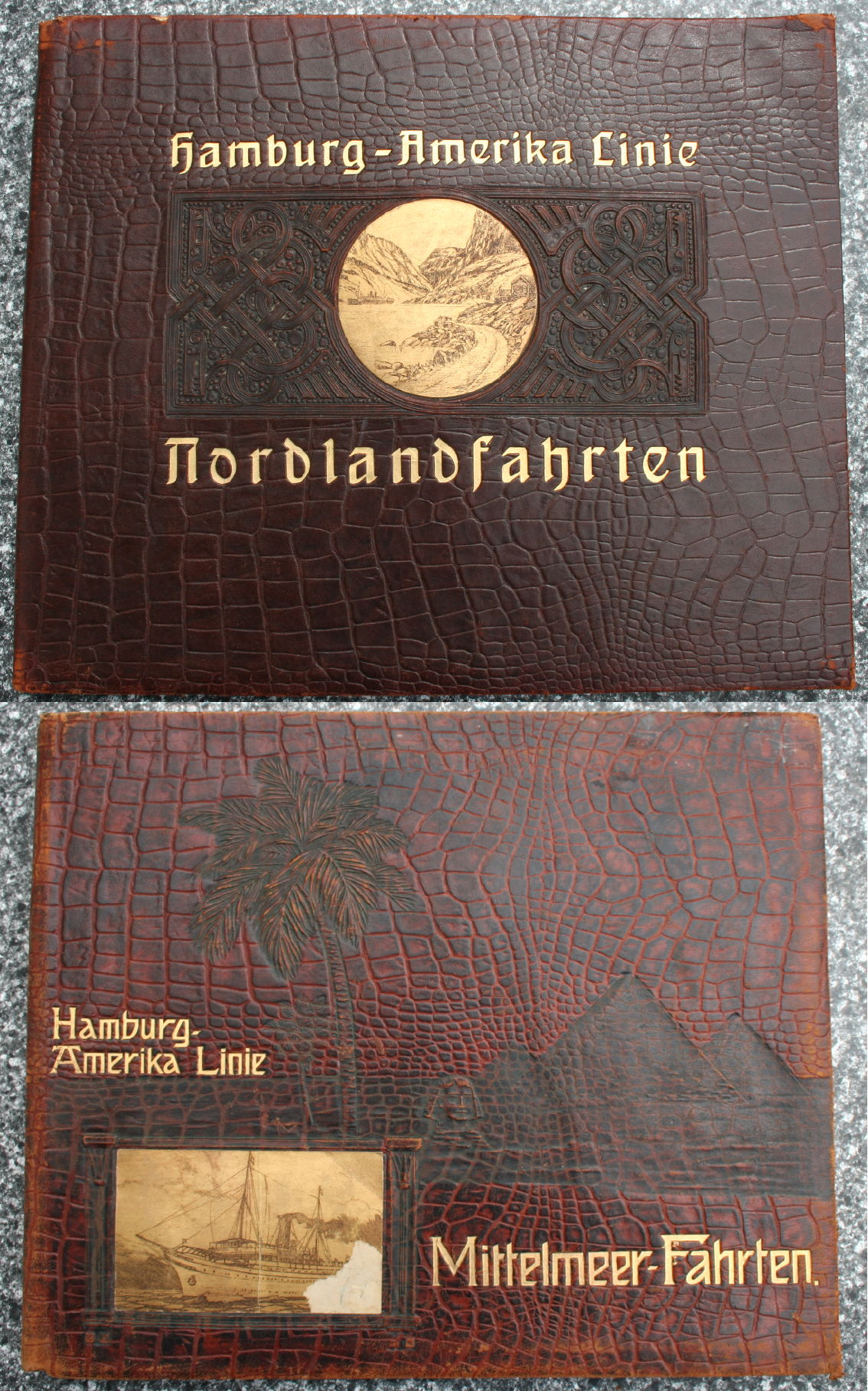
Catalogue de HAL montrant les destinations et le confort à bord, avec charnière en peau de crocodile (1921)
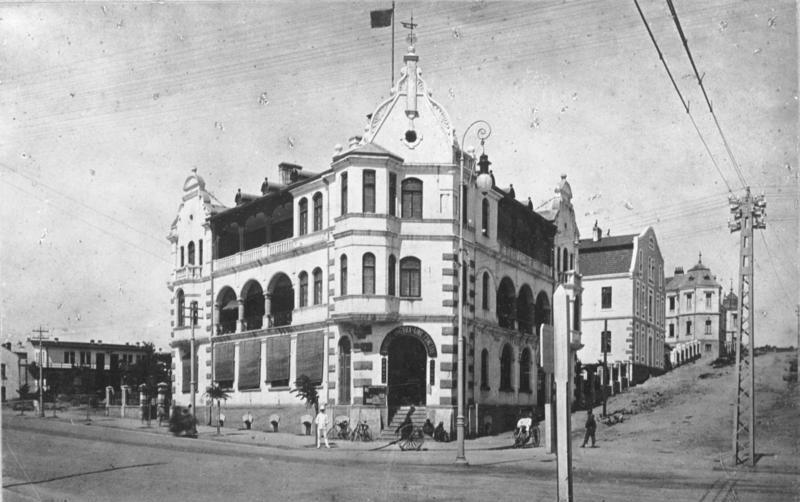
Immeuble d'HAPAG à Tsingtao

Il fallait pour cette flotte en pleine croissance de nouveaux quais et embarcadères : on construisit les halles HAPAG à Cuxhaven, on agrandit les quais Kaiser-Wilhelm et d'Ellerholz de Hambourg. Afin de mieux accueillir les passagers à Hambourg, la halle des émigrants fut construite en 1900 sur l'île du Veddel : cette aire à l'écart du centre-ville était réputée à l'époque pour sa propreté et l'efficacité des convois. Chaque passager débarquant du train devait s'y faire enregistrer personnellement et répondre à un questionnaire de santé. Pour éviter de déclencher une épidémie, les émigrants étaient consignés à 14 jours de quarantaine avant de pouvoir embarquer. HAPAG faisait ainsi en sorte de tenir à l'écart de la grande ville les voyageurs démunis, et poussait les émigrants à se défaire de valeurs ou de bagages inutiles. Le nombre croissant d'émigrants qui partaient pour embarquer à Hambourg montre la bonne réputation dont jouissait la compagnie auprès de ses clients.

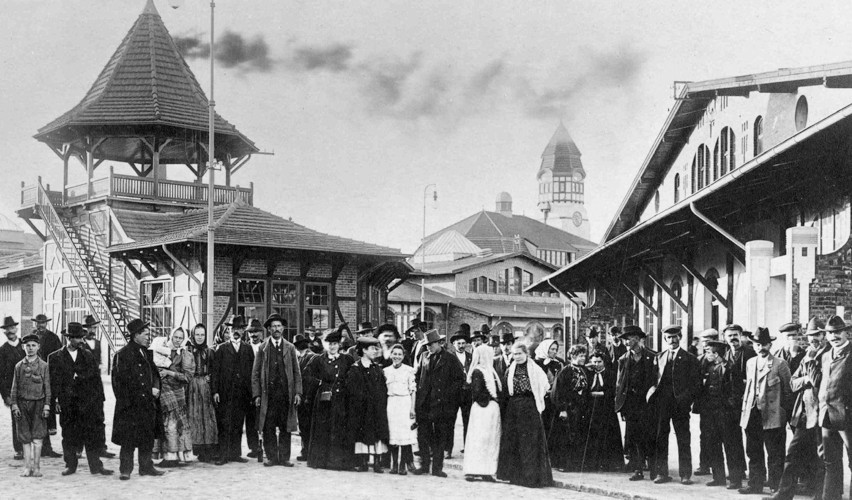
Émigrants en transit à « Ballinstadt », le centre de regroupement des candidats au départ pour le Nouveau Monde.

En 1900, HAPAG ouvrit de nouvelles lignes vers l'Extrême-Orient : le fret en régie et les paquebots en s'associant à Norddeutscher Lloyd. La branche passager bénéficiait de subventions publiques et avait en outre obtenu l'adjudication du courrier pour la Reichspost, dont l'achemienement était assuré exclusivement par deux bâtiments de 10 000 tonnes : le Hamburg et le Kiautchou, répliques des paquebots de classe Barbarossa de la Norddeutscher Lloyd.
Au début du XXe siècle, le magnat américain J. P. Morgan entreprit l'acquisition de toute une série d'armateurs européens, où figuraient des noms aussi prestigieux que ceux de la White Star Line, de la Leyland Line ou de la Red Star Line. Il envisageait de se constituer un monopole du trafic transatlantique, sans pourtant y parvenir, puisque plusieurs compagnies refusèrent de se vendre, comme la Cunard Line ou la Compagnie Générale Transatlantique (CGT). En 1904, Morgan regroupa les compagnies qu'il avait acquises au sein de l'International Mercantile Marine Co. (IMMC) ; à défaut d'avoir obtenu le monopole, il détenait une part respectable du marché. Pour HAPAG en tous cas, alors leader, et sa concurrente la Norddeutscher Lloyd, la question d'un rachat était exclue ; mais ces deux compagnies durent se battre durement pour cela, d'autant que Morgan possédait la première ligne ferroviaire américaine, la Baltimore and Ohio Railroad.
En 1905, HAPAG acquiert l'agence de voyage de Carl Stangen à Berlin et la renomme en Reisebüro der Hamburg-Amerika Linie.
En 1917, plusieurs de ses navires bloqués dans les ports des États-Unis sont réquisitionnés comme transport de troupe. 

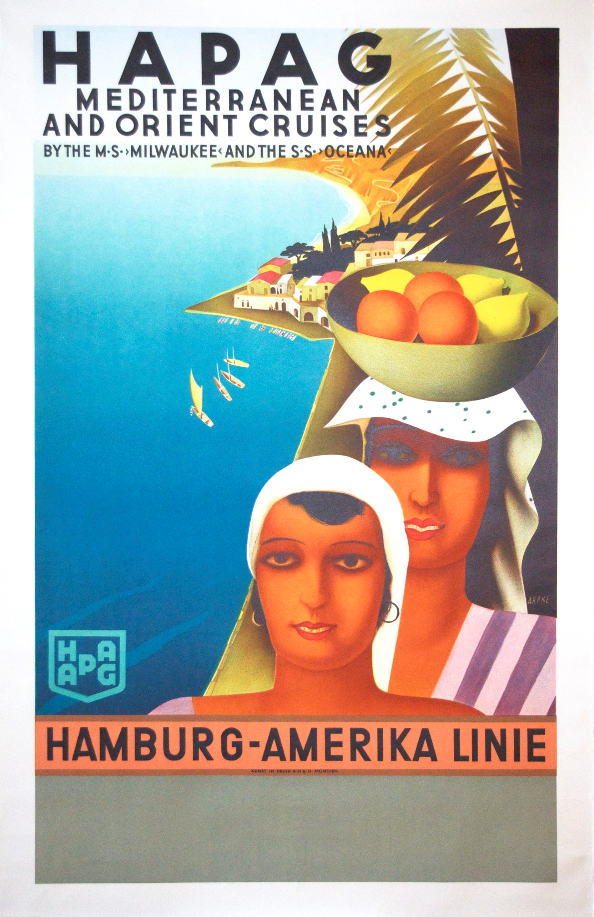
Affiche pour des croisières en Méditerranée et en Orient (Otto Arpke, 1931).

En 1970, après 123 années d'indépendance, la compagnie fusionne avec la Norddeutscher Lloyd, basée à Brême, elle-même sous contrôle de la compagnie Hapag-Lloyd.